# Baro Kunda (Central River Region)
Baro Kunda ist eine Ortschaft im westafrikanischen Staat Gambia.
Nach einer Berechnung für das Jahr 2013 leben dort etwa 389 Einwohner, das Ergebnis der letzten veröffentlichten Volkszählung von 1993 betrug 423.

## Geographie
Baro Kunda, in der Central River Region im Distrikt Niamina Dankunku, liegt am südlichen Ufer des Gambia-Flusses. Der Ort liegt rund 7,9 Kilometer nördlich von Dankunku.